# 洲子 (新北市)
洲子，原寫為洲仔，是台灣新北市五股區的一個地名，位於該區東部，範圍大致包括成泰里東南半部、成功里、成州里塭子圳以西的南部。

## 歷史
台灣清治末期至日治前期，洲子地區為一街庄，稱為「洲仔庄」，隸屬於八里坌堡。該庄北與觀音坑庄、成仔藔庄為鄰，東南隔塭子圳與更藔庄相鄰，西南邊為五股坑庄。
1920年（日治大正九年），該庄改制並雅化為「洲子」大字，隸屬於臺北州新莊郡五股庄，大字下有「洲子」、「御史坑」小字名。戰後五股庄改制為五股鄉，隸屬於臺北縣，大字亦改制為村。2010年12月臺北縣改制為新北市，五股鄉改制為五股區，村改制為里。

## 交通
縣道107號（成泰路三段）大致以東北－西南走向經過洲子地區東南部，往東北轉西北可前往成子寮，往南可前往泰山、樹林。縣道107甲（新五路二段）是其支線，在本地區與主線會合，往南可前往中山高速公路五股交流道、新莊。
省道台64線即東西向快速公路八里新店線，有經過本地區東端，在南鄰更寮境內設有「五股二交流道」。

## 文化資產
- 五股西雲寺（市定古蹟）

## 公園
- 疏洪圳邊公園
- 五股運動公園（洲子洋公園、五股國民運動中心）